# Phyllis Francis
Phyllis Chanez Francis (New York, 4 mei 1992) is een Amerikaanse sprintster. Zij nam eenmaal deel aan de Olympische Spelen en veroverde bij die gelegenheid goud op de 4 x 400 m estafette. Ze werd in deze discipline ook tweemaal wereldkampioene.

## Loopbaan

### WK-debuut
Het eerste optreden van Francis op mondiaal niveau vond plaats in 2015 op de wereldkampioenschappen in Peking. Eerst eindigde zij op de individuele 400 m als zevende, waarna zij op de 4 x 400 m estafette een aandeel had in de verovering van de zilveren medaille van het Jamaicaanse team, door op dit onderdeel uit te komen in de series.

### Olympisch estafettegoud
Nadat Francis in 2016 in juli bij de Amerikaanse kampioenschappen in Eugene voor het eerst de 50 seconden barrière had doorbroken door op de 400 m achter Allyson Felix tweede te worden in 49,94 s, nam zij een maand later op de Olympische Spelen in Rio de Janeiro opnieuw deel aan beide onderdelen. Eerst eindigde zij op de 400 m op een enigszins tegenvallende vijfde plaats, om vervolgens op de 4 x 400 m samen met Courtney Okolo, Natasha Hastings en Allyson Felix naar het goud te snellen in 3.19,06, de beste tijd van het jaar. Het was het eerste hoogtepunt in de carrière van de Amerikaanse.

### Dubbelslag op WK
Op de WK van 2017 in Londen slaagde Francis er ten slotte in om haar favorietenrol volledig waar te maken. Eerst zegevierde zij op de individuele 400 m met glans door als enige binnen de 50 seconden te finishen; haar 49,92 s was zelfs een PR-prestatie. Daarna snelde zij op de 4 x 400 m estafette naar haar tweede gouden medaille van het toernooi. Het Amerikaanse viertal, naast Francis bestaande uit Quanera Hayes, Allyson Felix en Shakima Wimbley, won in 3.19,02, de beste wereldjaarprestatie.

### Diamond League
Wegens het ontbreken van een mondiaal toernooi dat jaar concentreerde Francis zich in 2018 op het IAAF Diamond League circuit. In vijf optredens in deze serie verzamelde de Amerikaanse middels drie tweede plaatsen, één derde en één vierde plaats in totaal 32 punten. Haar beste prestatie leverde zij in Stockholm, waar zij tot een tijd van 50,07 kwam.

### Prolongatie estafettetitel
Bij de WK van 2019 in Doha moest Francis genoegen nemen met een vijfde plaats, terwijl ze nog wel een PR liep. Het was dan ook een ongekend snelle 400 m finale, waarin hoofdrollen waren weggelegd voor de Bahreinse Salwa Eid Naser en Shaunae Miller-Uibo uit de Bahama's, die beiden in respectievelijk 48,14 en 48,37 dik onder de 49 seconden finishten. Op de 4 x 400 m estafette was het echter weer 'business as usual' met goud voor het Amerikaanse team, dat naast Phyllis Francis bestond uit Sydney McLaughlin, Dalilah Muhammad en Wadeline Jonathas. Hun winnende tijd was 3.18,92 en, net als in 2017, was dat de beste wereldjaarprestatie.

## Titels
- Olympisch kampioene 4 x 400 m - 2016
- Wereldkampioene 400 m - 2017
- Wereldkampioene 4 x 400 m - 2017, 2019
- World Relays kampioene 4 x 400 m - 2015, 2017
- Amerikaans indoorkampioene 300 m - 2017
- NCAA-kampioene 4 x 400 m - 2012
- Pan Amerikaans U20 kampioene 4 x 400 m - 2011

## Persoonlijke records
Outdoor
| Onderdeel | Prestatie          | Datum          | Plaats     |
| --------- | ------------------ | -------------- | ---------- |
| 100 m     | 11,35 s (+1,2 m/s) | 21 april 2018  | Waco       |
| 200 m     | 22,42 s (+2,0 m/s) | 24 juni 2018   | Des Moines |
| 400 m     | 49,61 s            | 3 oktober 2019 | Doha       |
| 800 m     | 2.04,83            | 26 juli 2008   | Omaha      |

Indoor
| Onderdeel | Prestatie | Datum            | Plaats          |
| --------- | --------- | ---------------- | --------------- |
| 60 m      | 7,30 s    | 4 februari 2017  | College Station |
| 200 m     | 22,92 s   | 14 februari 2014 | Albuquerque     |
| 300 m     | 36,15 s   | 4 maart 2017     | Albuquerque     |
| 400 m     | 50,46 s   | 15 maart 2014    | Albuquerque     |
| 800 m     | 2.07,54   | 14 maart 2010    | New York        |

## Palmares

### 200 m
- 2018:  Amerikaanse kamp. - 22,83 s (-1,0 m/s)
- 2018:  NACAC kamp. te Toronto - 22,91 s (-0,3 m/s)

### 300 m
- 2017:  Amerikaanse indoorkamp. - 36,15 s

### 400 m
- 2011:  Pan-Amerikaanse U20 kamp. - 53,81 s
- 2015: 7e WK - 50,51 s (in ½ fin. 50,50 s)
- 2016:  Amerikaanse kamp. - 49,94 s
- 2016: 5e OS - 50,41 s (in ½ fin. 50,31 s)
- 2017:  Amerikaanse kamp. - 49,96 s
- 2017:  WK - 49,92 s
- 2018:  Amerikaanse indoorkamp. - 51,19 s
- 2019: 5e WK - 49,61 s

Diamond League-podiumplaatsen
- 2018:  Prefontaine Classic - 50,81 s
- 2018:  Bislett Games - 50,47 s
- 2018:  Stockholm Bauhaus Athletics - 50,07 s
- 2018:  Meeting de Paris - 50,50 s

### 4 x 400 m
- 2011:  Pan-Amerikaanse U20 kamp. - 3.34,71
- 2017:  NCAA-kamp. - 3.24,54
- 2015:  World Relays te Nassau - 3.19,39
- 2015:  WK - 3.19,44[3]
- 2016:  OS - 3.19,06
- 2017:  World Relays te Nassau - 3.24,36
- 2017:  WK - 3.19,02
- 2019:  WK - 3.18,92

1983 Jarmila Kratochvílová ·
1987 Olga Bryzgina ·
1991 Marie-José Pérec ·
1993 Jearl Miles-Clark ·
1995 Marie-José Pérec ·
1997 Cathy Freeman ·
1999 Cathy Freeman ·
2001 Amy Mbacke Thiam ·
2003 Ana Guevara ·
2005 Tonique Williams-Darling ·
2007 Christine Ohuruogu ·
2009 Sanya Richards ·
2011 Amantle Montsho ·
2013 Christine Ohuruogu ·
2015 Allyson Felix ·
2017 Phyllis Francis ·
2019 Salwa Eid Naser ·
2022 Shaunae Miller-Uibo ·
2023 Marileidy Paulino
1983: Walther, Busch, Koch, Rübsam ·
1987: Neubauer, Emmelmann, Schersing, Busch ·
1991: Ledovskaja, Dzjigalova, Nazarova, Bryzgina ·
1993: Torrence, Malone-Wallace, Kaiser-Brown, Miles-Clark ·
1995: Graham, Stevens, Jones, Miles-Clark ·
1997: Feller, Rohländer, Rücker, Breuer ·
1999: Tsjebykina, Gontsjarenko, Kotljarova, Nazarova ·
2001: Richards, Scott, Parris, Fenton ·
2003: Barber, Washington, Richards, Miles-Clark ·
2005: Petsjonkina, Krasnomovets, Antjoech, Pospelova ·
2007: Trotter, Felix, Wineberg, Richards ·
2009: Dunn, Felix, Demus, Richards ·
2011: Richards-Ross, Felix, Beard, McCorory ·
2013: Goesjtsjina, Firova, Ryzjova, Krivosjapka ·
2015: Day, Jackson, McPherson, Williams-Mills ·
2017: Hayes, Felix, Wimbley, Francis ·
2019: Francis, McLaughlin, Muhammad, Jonathas ·
2022: Diggs, Steiner, Wilson, McLaughlin ·
2023: Saalberg, Klaver, Peeters, Bol
1972: Käsling, Kühne, Seidler, Zehrt ·
1976: Maletzki, Rohde, Streidt, Brehmer ·
1980: Prorotsjenko, Gojsjtsjik, Zjoeskova, Nazarova ·
1984: Leatherwood, Howard, Brisco-Hooks, Cheeseborough ·
1988: Ledovskaja, Nazarova, Pinigina, Bryzgina ·
1992: Roezina, Dzjigalova, Nazarova, Bryzgina ·
1996: Stevens, Malone, Graham, Miles ·
2000: Miles Clark, Hennagan, Colander, Anderson ·
2004: Trotter, Henderson, Richards, Hennagan ·
2008: Wineberg, Felix, Henderson, Richards ·
2012: Trotter, Felix, McCorory, Richards-Ross ·
2016: Okolo, Hastings, Francis, Felix ·
2020: McLaughlin, Felix, Muhammad, Mu ·
2024: Little, McLaughlin-Levrone, Thomas, Holmes